# All Areas: Worldwide
All Areas: Worldwide est un album enregistré en public du groupe de metal allemand Accept, sorti en 1997. Il est sorti au Japon et aux États-Unis en 1998 sous le titre The Final Chapter avec une pochette différente. Les pistes une à quatorze ont été enregistrées durant la tournée du groupe pour la promotion de l'album Objection Overruled. Les six dernières quant à elles le furent durant la tournée pour l'album Death Row.
Dirkschneider considère cet album comme un documentaire de référence témoignant de leurs activités dans les années 1990. Le chanteur regrette néanmoins que les prestations scéniques de cette époque ne contiennent qu'une seule partie de guitare. Il estime que le son du groupe ne peut fonctionner qu'avec deux guitares. 

## Liste des morceaux

### Disque un
1. "Starlight" - 5:22
2. "London Leatherboys" - 4:41
3. "I Don't Wanna be Like You" - 4:28
4. "Breaker" - 4:47
5. "Slaves to Metal" - 5:10
6. "Princess of the Dawn" - 10:47
7. "Restless and Wild" - 2:47
8. "Son of a Bitch" - 3:27
9. "This One's for You" - 4:07
10. "Bulletproof" - 6:16
11. "Too High to Get it Right" - 5:42

### Disque deux
1. "Metal Heart" - 6:19
2. "Fast as a Shark" - 3:49
3. "Balls to the Wall" - 11:08
4. "What Else" - 5:29
5. "Sodom and Gomorra" - 6:38
6. "The Beast Inside" - 6:24
7. "Bad Habits Die Hard" - 4:53
8. "Stone Evil" - 4:33
9. "Death Row" - 6:00

## Crédits
- Peter Baltes : guitare basse
- Udo Dirkschneider : chant
- Wolf Hoffmann : guitare
- Stefan Kaufmann : batterie
- Stefan Schwarzmann : batterie (sur les six derniers morceaux du deuxième disque)